# Grand Prix magazine
Grand Prix magazine est un magazine français mensuel consacré à l'équitation de compétition. Il s'adresse à toutes les personnes passionnées par les sports équestres.
Il a été créé en 2008.